# Západočeský krajský přebor 1967/1968
V soubojích Západočeského krajského přeboru 1967/68 (jedna ze skupin 4. nejvyšší fotbalové soutěže) se utkalo 14 týmů dvoukolovým systémem podzim – jaro. Tento ročník skončil v červnu 1968. 

## Výsledná tabulka
Zdroj: 
| Poř. | Tým                        | Z  | V  | R | P  | VG | OG | B  |
| ---- | -------------------------- | -- | -- | - | -- | -- | -- | -- |
| 1.   | TJ Škoda Plzeň „B“         | 26 | 21 | 3 | 2  | 88 | 17 | 45 |
| 2.   | TJ Dynamo ZČE Plzeň        | 26 | 15 | 5 | 6  | 59 | 29 | 35 |
| 3.   | Dukla Karlovy Vary (N)     | 26 | 13 | 5 | 8  | 58 | 39 | 31 |
| 4.   | Dukla Domažlice (N)        | 26 | 12 | 6 | 8  | 48 | 44 | 30 |
| 5.   | TJ Slavia Karlovy Vary „B“ | 26 | 12 | 5 | 9  | 51 | 54 | 29 |
| 6.   | TJ Jiskra Domažlice (N)    | 26 | 11 | 6 | 9  | 37 | 33 | 28 |
| 7.   | TJ Baník Sulkov            | 26 | 9  | 6 | 11 | 54 | 58 | 24 |
| 8.   | Dukla Planá                | 26 | 9  | 5 | 12 | 47 | 54 | 23 |
| 9.   | TJ Tatran Sušice           | 26 | 10 | 3 | 13 | 38 | 49 | 23 |
| 10.  | TJ Slavoj Přeštice         | 26 | 10 | 2 | 14 | 33 | 52 | 22 |
| 11.  | TJ Lokomotiva Cheb         | 26 | 8  | 5 | 13 | 34 | 38 | 21 |
| 12.  | TJ Stará Role              | 26 | 8  | 5 | 13 | 43 | 60 | 21 |
| 13.  | TJ Klatovy                 | 26 | 8  | 3 | 15 | 29 | 45 | 19 |
| 14.  | Dukla Tachov „B“           | 26 | 5  | 3 | 18 | 35 | 85 | 13 |

Poznámky:
- Z = Odehrané zápasy; V = Vítězství; R = Remízy; P = Prohry; VG = Vstřelené góly; OG = Obdržené góly; B = Body; (S) = Mužstvo sestoupivší z vyšší soutěže; (N) = Mužstvo postoupivší z nižší soutěže (nováček)

|  | Postup do Divize A 1968/69             |
|  | Sestup do příslušné I. A třídy 1968/69 |